# 上沃尔法赫数学研究所

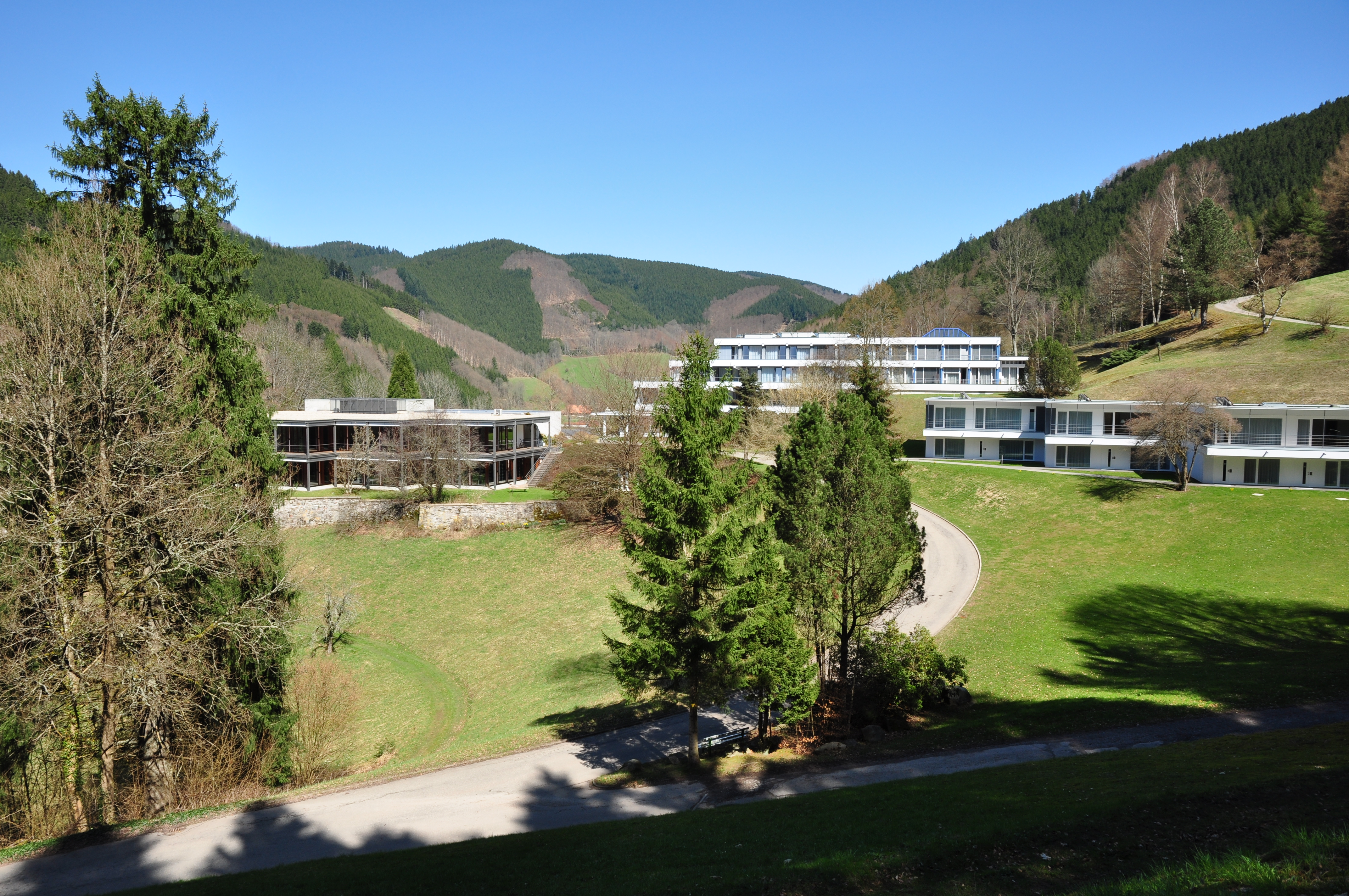
图书馆，主楼和平房

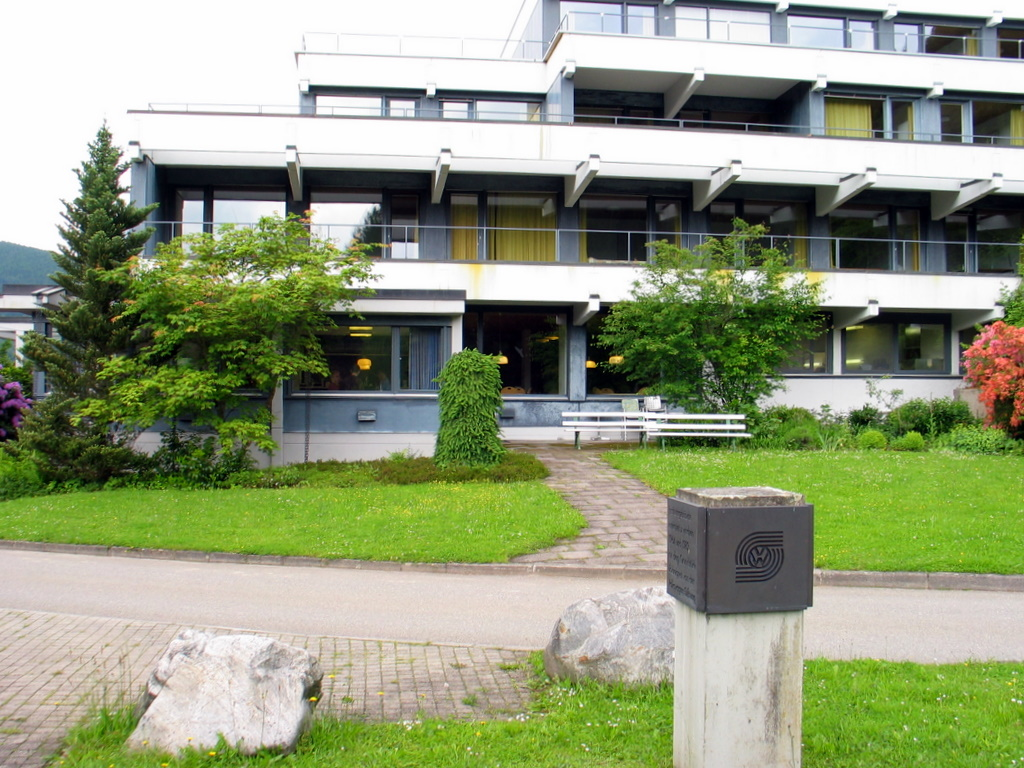
数学研究所的入口

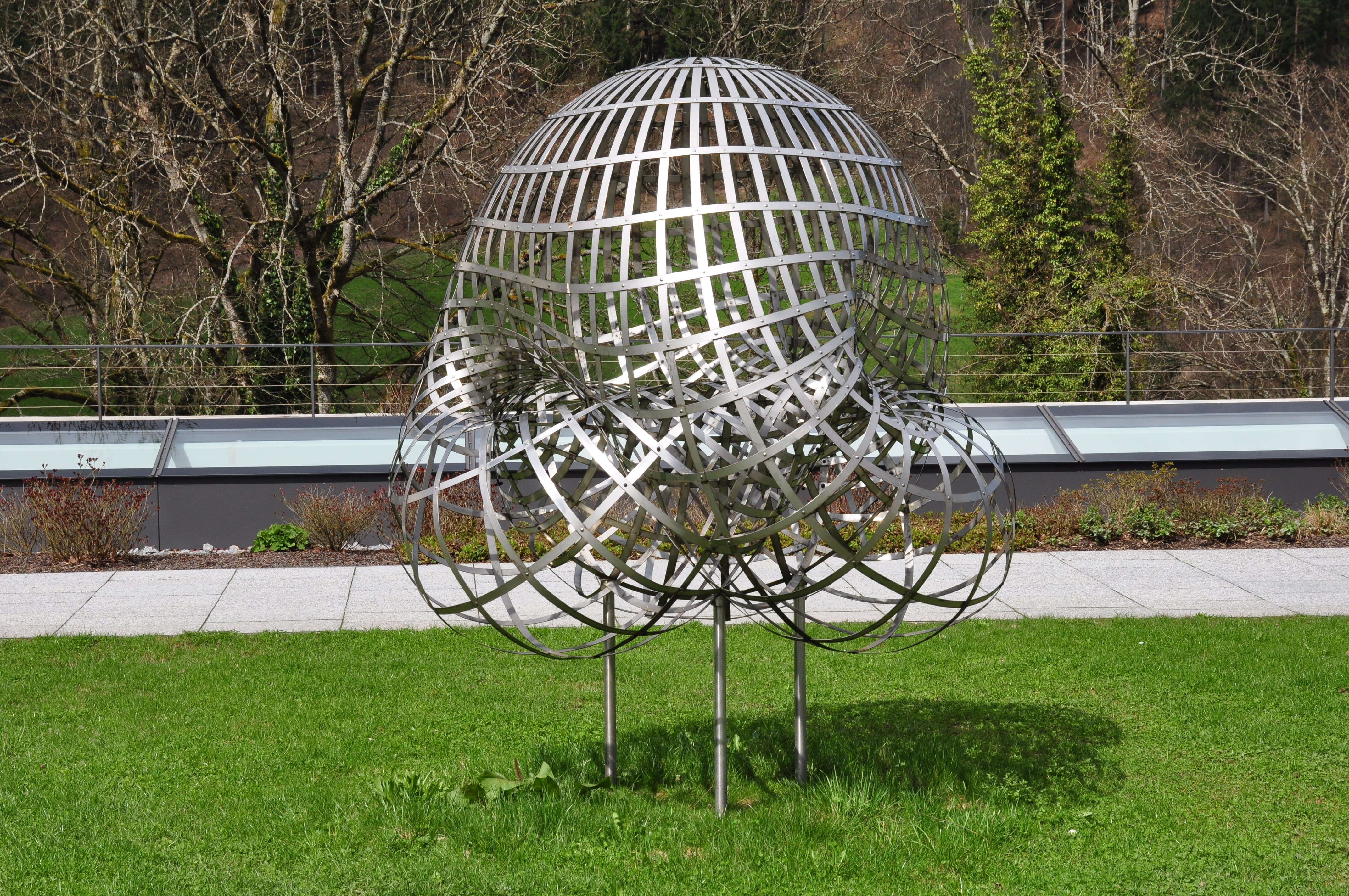
入口的博伊曲面模型

上沃尔法赫数学研究所（德語：Mathematisches Forschungsinstitut Oberwolfach）是顶尖的数学研究所，位於德国巴登-符腾堡州上沃尔法赫。1944年威廉·聚斯创立了这一研究所。
它每周组织一次关于各种主题的研讨会，来自世界各地的数学家和科学家共同开展合作研究。
该研究所是莱布尼茨学会的成员，主要由德國聯邦教育及研究部以及巴登-符腾堡州资助。 它还从「上沃尔法赫基金会之友」、「上沃尔法赫基金会」和众多捐助者那里获得大量资金。

## 所长
- 1944-1958 威廉·聚斯（英语：Wilhelm Süss）
- 1958-1959 赫尔穆特·克内泽尔
- 1959-1963 特奥多尔·施奈德
- 1963-1994 梅尔廷·巴尔纳
- 1994-2002 马蒂亚斯·克雷克
- 2002-2013 格特-梅尔廷·格罗伊尔
- 2013-至今 格哈德·胡斯肯